# غييرمو تيمونير
غييرمو تيمونير أوبرادور (بالإسبانية: Guillermo Timoner)‏ (بالإسبانية: Guillermo Timoner Obrador، ولد في 24 مارس 1926، فيلانيتش، جزر البليار، إسبانيا) دراج إسباني.
حاز على ست ميداليات ذهبية في بطولات العالم للدراجات الهوائية على المضمار.

## إنجازاته

### بطولة العالم للدراجات الهوائية على المضمار
- 1955 ميلانو  إيطاليا:  ميدالية ذهبية في سباق مطاردة الدراجة النارية (motor-paced racing).
- 1956 كوبنهاغن  الدنمارك:  ميدالية فضية في سباق مطاردة الدراجة النارية (motor-paced racing).
- 1958 باريس  فرنسا:  ميدالية فضية في سباق مطاردة الدراجة النارية (motor-paced racing).
- 1959 أمستردام  هولندا:  ميدالية ذهبية في سباق مطاردة الدراجة النارية (motor-paced racing).
- 1960 لايبزيغ  ألمانيا:  ميدالية ذهبية في سباق مطاردة الدراجة النارية (motor-paced racing).
- 1962 ميلانو  إيطاليا:  ميدالية ذهبية في سباق مطاردة الدراجة النارية (motor-paced racing).
- 1964 باريس  فرنسا:  ميدالية ذهبية في سباق مطاردة الدراجة النارية (motor-paced racing).
- 1965 سان سباستيان  إسبانيا:  ميدالية ذهبية في سباق مطاردة الدراجة النارية (motor-paced racing).

### بطولة أوروبا للدراجات الهوائية على المضمار
- 1958:  ميدالية فضية في سباق مطاردة الدراجة النارية (motor-paced racing).
- 1959:  ميدالية فضية في سباق مطاردة الدراجة النارية (motor-paced racing).
- 1962:  ميدالية برونزية في سباق مطاردة الدراجة النارية (motor-paced racing).
- 1963:  ميدالية فضية في سباق مطاردة الدراجة النارية (motor-paced racing).
- 1965:  ميدالية برونزية في سباق مطاردة الدراجة النارية (motor-paced racing).